# Mnyawa
Mnyawa ist ein Verwaltungsbezirk (englisch Ward) des Distrikts Tandahimba in der tansanischen Region Mtwara.

## Geografie
Mnyawa liegt im Südosten von Tansania etwa 20 Kilometer Luftlinie südwestlich der Distrikthauptstadt Tandahimba. Der Bezirk liegt auf einer Hochfläche zwischen 300 und 350 Meter Seehöhe, die an der Südgrenze steil auf 100 Meter zum Rovuma abfällt. Der Bezirk grenzt im Norden an Lukokoda, im Südosten an Mchichira und im Südwesten an Mkundi. Bei der Volkszählung 2022 lebten 11.218 Menschen in 3220 Haushalten auf einer Fläche von 324 Quadratkilometern.

## Gliederung
Der Bezirk besteht aus fünf Gemeinden (Mtaa) mit 17 Orten (Kitongoji):
| Mnyawa - Kariakoo - Mtutu - Ziwani - Moyo | Maheha - Kaitaba - Kisutu - Chimbuko - Tulieni | Mundamkulu - Barabarani - Ziwani - Kilidu | Jangwani - Ruvuma - Shuleni - Banangenge | Umoja - Songea - Chumbageni - Madina |

## Infrastruktur
- Bildung: Die Mnyawa Secondary School ist eine staatliche weiterführende Schule, die Tagesschüler bis zur 4. Stufe ausbildet.[8]
- Gesundheit: In der Gemeinde Maheha liegt ein staatliches Gesundheitszentrum.[9]